# Sobareutis conchophanes
Sobareutis conchophanes är en fjärilsart som beskrevs av Edward Meyrick 1910. Sobareutis conchophanes ingår i släktet Sobareutis och familjen signalmalar. Inga underarter finns listade i Catalogue of Life.